# Johannes Brandrup
Johannes Brandrup (* 7. ledna 1967 Frankfurt nad Mohanem, Německo) je německý herec.

## Život
Jeho matka je Ruska a jeho otec je Němec. V letech 1984–1986 navštěvoval United World College of the Atlantic ve Walesu a absolvoval mezinárodní maturitu (International Baccalaureate). Herectví vystudoval na Folkwang Universität der Künste v Essenu v letech 1988–1992. Původně studoval i režii, ale po dvou letech se režii přestal věnovat a věnoval se jen herectví. Po dvouletém studiu režie pracoval jako asistent režie v jednom düsseldorfském divadle. V roce 1992 dostal angažmá v divadle v Göttingenu.
Před kamerou stanul poprvé v roce 1993 a již za první roli ve filmu Wilde Jahre dostal v roce 1994 Cenu Maxe Ophűla pro nejlepšího mladého herce. Největší popularity dosáhl v seriálu Kobra 11, v roli vrchního komisaře Franka Stolteho. V roce 1995 v něm hrál devět epizod, první dvě s Rainerem Streckerem (Ingo Fischer), další s Erdoganem Atalayem (Semir Gerkhan). Johannes Brandrup patří k hercům, kteří se neradi dlouhodobě objevují v seriálech. To je také důvod, proč opustil seriál Kobra 11 po skončení 1. série. Do seriálu se ale na jednu epizodu ve stejné roli vrátil v roce 2016. Za výkon v Kobře 11 byl nominován na Zlatého lva.
Je všestranný herec. Patří k nejvšestrannějším hercům své generace. Je zakladatelem prvního digitálního divadla v síti. Vede divadlo Logentheater v Berlíně. Hraje na klavír a bicí. Mluví německy (mateřský jazyk), rusky (mateřský jazyk), anglicky (plynně), francouzsky (plynně), italsky (plynně) a hesensky. Měří 182 cm, má hnědé vlasy a zelené oči. Žije[kdy?] v Berlíně. Jeho manželkou je německá režisérka a spisovatelka nigerijského původu Branwen Okpako (* 1969). Mají dvě děti.

## Filmografie
- 1993: Wilde Jahre
- 1993: Doktor z venkova (Der Landarzt (epizoda: Die Konkurrenz))
- 1993: Wolffův revír (Wolffs Revier)
- 1994: Polizeiruf 110 (epizoda: Opfergang)
- 1994: Air Albatros
- 1995: Šimpanz Charly (Unser Charly)
- 1995: Ausweglos
- 1995: Der Clan der Anna Voss
- 1995: Die Kommissarin (epizoda: Totentanz)
- 1995: Matulla und Busch
- 1995: Wolffův revír (Wolffs Revier (epizoda: Angeklagt: Dr. Fried))
- 1995: Pokušení (Versuchung – Der Priester und das Mädchen, Die)
- 1995: Toms Zimmer
- 1996: Místo činu: Ludwigshafen – Vražda v pitevně (Tatort – Der kalte Tod)
- 1995: Kobra 11
- 1996: Hřích jediné noci (Sünde einer Nacht)
- 1997: Teror ve jménu lásky (Terror im Namen der Liebe)
- 1997: Die letzte Rettung
- 1998: Der Fahnder (Staffel 8, Folge 4)
- 1998: Höllische Nachbarn
- 1998: 36 hodin strachu (36 Stunden Angst)
- 1998: Gigolo (Gigolo – Bei Anruf Liebe)
- 1998: Rosamunde Pilcher: Útesy lásky (Rosamunde Pilcher – Klippen der Liebe)
- 1998: Místo činu (Tatort – Ein Hauch von Hollywood)
- 1998: Případ pro dva (Ein Fall für zwei (epizoda: Nur der Sieg zählt))
- 1999: Zimmer mit Frühstück
- 1999: Místo činu (Tatort: Offene Rechnung)
- 2000: Ty mě potřebuješ (Wie angelt man sich seinen Chef?)
- 2000: Höllische Nachbarn – Nur Frauen sind schlimmer – Comedysendung
- 2000: Laila navěky zamilovaná (Laila – Unsterblich verliebt)
- 2000: Falešná láska (Falsche Liebe – Die Internetfalle)
- 2000: Poslední sen (Ein letzter Traum (Ultimo sogno, L'))
- 2000: Biblické příběhy: Pavel z Tarsu (Die Bibel – Paulus)
- 2001: Die Kreuzritter – The Crusaders
- 2001: Svatý Pavel, 1. část
- 2001: Svatý Pavel, 2. část
- 2001: Křižáci, 1. část
- 2001: Křižáci, 2. část
- 2002: Klinika pod palmami: Kuba (Klinik unter Palmen – Kuba)
- 2002: Gefährliche Nähe und du ahnst nichts
- 2002: 4 Küsse und eine E-Mail
- 2002: Rosamunde Pilcher: Srdce se nemýlí (Rosamunde Pilcher – Gewissheit des Herzens)
- 2002: Alicia!
- 2003: Delikatessen und andere Schweinereien
- 2003: Tal der Ahnungslosen
- 2003: Klinika pod palmami (Klinik unter Palmen (epizody: Gefährliches Spiel, Letzte Liebe))
- 2004: Ein Mann zum Vernaschen
- 2004: Láska musí počkat (Liebe in der Warteschleife)
- 2004: Al di là delle frontiere
- 2004: Berlin Backstage
- 2005: Polizeiruf 110 (epizoda: Heimkehr in den Tod)
- 2005: Hamlet
- 2005: San Pietro
- 2005: Petrus – Die wahre Geschichte
- 2005: Es war Mord und ein Dorf schweigt
- 2005: Případ pro dva (Ein Fall für zwei (epizoda: Auge um Auge))
- 2005: Případ pro dva (Ein Fall für zwei (epizoda: Die Macht der Liebe))
- 2006: Odtržené děti (I figli strappati)
- 2006: Mafalda di Savoia – Il coraggio di una principessa
- 2007: Große Lügen!
- 2007: Speciální tým Kolín (SOKO Köln (epizoda: Herzen in Not))
- 2007: Místo činu – Anděl pomsty (Tatort – Racheengel)
- 2007: Tarragona – Ein Paradies in Flammen
- 2007: Bittersüsses Nichts
- 2007: Porno!Melo!Drama!
- 2007: Speciální tým Kolín (SOKO Köln (Staffel 4, Folge 14))
- 2008: Siska (epizoda: Und alles kann man kaufen)
- 2008: 80 Minutes
- 2008: Die Treue-Testerin – Spezialauftrag Liebe
- 2008: Die Hitzewelle – Keiner kann entkommen
- 2008: Meine wunderbare Familie – Die zweite Chance
- 2008: Meine wunderbare Familie – Einmal Ostsee und zurück
- 2008: Šimpanz Charly (Unser Charly (epizoda: Alle für einen))
- 2009: Lo smemorato di Collegno
- 2009: Hotel snů: Malajsie (Das Traumhotel (epizoda: Malaysia))
- 2009: Böseckendorf – Die Nacht, in der ein Dorf verschwand
- 2009: Svatý Augustin (Augustinus)
- 2010: Mord in bester Gesellschaft (epizoda: Alles Böse zum Hochzeitstag)
- 2010: La ladra
- 2010: SOKO Kitzbühel (epizoda: Fleisch und Blut)
- 2011: Tutta la musica del cuore
- 2011: Rodina doktora Kleista (Familie Dr. Kleist (epizoda: Carpe Diem))
- 2011: Engel der Gerechtigkeit
- 2011: Doktor z hor (Der Bergdoktor (epizody: Auf Liebe und Tod / Der Gang der Dinge))
- 2012: Maria di Nazaret
- 2012: Engel der Gerechtigkeit – Brüder fürs Leben
- 2012: Poslední polda (Der letzte Bulle (epizoda: Tod eines Schlachters))
- 2012: L'olimpiade nascosta
- 2012: Online – Meine Tochter in Gefahr
- 2013: Händel

## Dabing
- 2000: Dreckfresser

## Divadlo
- 1992: Projekt Michael Degen Deutsches Theater Göttingen
- 1998: Kafka Projekt Marstall – Bayerisches Staatsschauspiel
- 1998: Erbarmen! Zu spät! Frankenstein Festival Weimar (regie)
- 2005: BlutKnoten Theater DerDasDie Berlino (regie: Marc Ottiker)
- 2006: Jedermann Freilichtspiele Schwäbisch Hall (regie: Christoph Biermeier)
- 2007: Blood Knot Altes Theater Heilbronn (Berliner Logentheater)

## Ocenění
- 1994: Max Ophüls Preis als Bester Nachwuchsdarsteller in „Wilde Jahre“
- 2004: Efebo d'Argento als Bester Hauptdarsteller in „Al di là delle frontiere“
- 2004: Premio Flaiano als Bester Hauptdarsteller in „Al di là delle frontiere“
- 2009: Island of Naples Festival für die Hauptrolle in „Lo Smemorato di Collegno“